# Альбреда
Альбреда — історичне поселення в Гамбії на північному березі річки Гамбія, зване торговельним постом або «фортецею рабів». Розташоване біля міста Джуфурех в окрузі Північний Берег. Станом на 2008 рік у ньому проживає 1776 осіб.

## Історія
Згідно з легендою народу волоф, марабут Муса Гає заснував поселення приблизно між 1520 і 1681 роком. Торговці волоф називали це місце острів Драга, у той час народ мандінка називав його Албадар.
В 1681 році місцевий правитель Німай Манса віддав цю землю французам, тому що його народ залежав від торгівлі з європейцями. Французький ексклав у цьому місці ніколи не був дуже великим, але місце розташування Альберди було незручним для британців, які, в іншому випадку, мали монополію на торгівлю рабами на річці Гамбія. Англійці до того моменту вже володіли фортом на острові Джеймс, що лежав на відстані менше двох миль від берега і виконував аналогічну функцію. Між двома державами існувала постійна напруженість, тому Форт-Джеймс кілька разів переходив з рук у руки, поки в 1702 році остаточно залишився під британським контролем.
Альбреда був переданий Британській імперії в 1857 році. Тут є музей рабства, який був відкритий в 1996 році.